# Boletus pallidus
Bolétus pállidus (лат.) — гриб из рода боровик (Boletus) семейства болетовые (Boletaceae).

## Биологическое описание
- Шляпка 4—12,5 см в диаметре, в молодом возрасте выпуклая, затем становится уплощённой и почти плоской, со сначала подвёрнутым краем, сухая, бархатистая, гладкая, с возрастом иногда растрескивающаяся, в молодом возрасте беловатого, буроватого или серовато-коричневатого цвета, затем становится светло-коричневой, иногда с оттенком красного.
- Мякоть белого или светло-жёлтого цвета, без особого вкуса и запаха.
- Гименофор трубчатый, тёмно-коричневого или оранжево-коричневого цвета, с угловатыми порами, при прикосновении сразу становится сине-чёрным.
- Ножка 5—12,5 см длиной, ровная или утолщённая к основанию, беловатого цвета, часто с коричневатыми прожилками по крайней мере в основании, гладкая, реже с сеточкой в основании.
- Споровый порошок оливково-коричневого цвета. Споры 9—15×3—5 мкм, овальной или веретеновидной формы.
- Является ценным съедобным грибом.

## Экология и ареал
Встречается одиночно или небольшими группами, в широколиственных, главным образом дубовых лесах, образует микоризу. Известен из Северной Америки.

## Сходные виды
- Tylopilus intermedius A.H. Sm. & Thiers 1971 отличается резко горьким вкусом и более тёмным трубчатым слоем.